# Llegenda de Thidrek

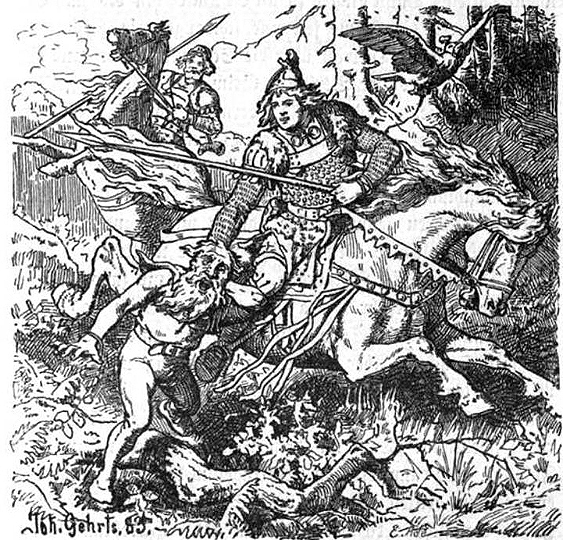
Thidrek captura el nan Alfric, obra de Johannes Gehrts

La Llegenda de Thidrek (en nòrdic antic: Þiðrekssaga, també Thidreksaga, Thidrek-ssaga, Niflungasaga i Vilkina saga) o Llegenda de Teodoric de Bern (en nòrdic antic: Þiðreks saga af Bern) és una novel·la de cavalleries que relata les aventures i gestes de Thidrek de Bern, i es basa en el personatge històric de Teodoric el Gran.
Es considera una obra pseudohistòrica, datada de finals del segle xiii, i una mica inusual entre les sagues per haver-se traduït de l'alemany. Segurament la primera versió, hui desapareguda, en baix alemany, l'empraria com a font un autor noruec desconegut.
El concepte de Vilkina saga s'adoptà quan la saga s'emprà com a font sobre els orígens del Regne de Suècia, en temps d'un rei anomenat Vilkinus, tot i que la part relacionada amb el país escandinau és relativament breu en comparança amb l'obra sencera.